# Річія довговолоса
Річія довговолоса (Riccia crinita) — вид печіночників родини річієвих (Ricciaceae).

## Поширення
Зареєстрований у Європі, Африці, Австралії.